# Pierre Baugniet
Pierre Baugniet (Antuérpia, Bélgica, 23 de julho de 1925 – 1981) foi um patinador artístico belga que competiu em competições de duplas. Ele foi campeão olímpico em 1948 ao lado de Micheline Lannoy, conquistando a primeira medalha de ouro da Bélgica em Jogos Olímpicos de Inverno.

## Principais resultados

### Com Micheline Lannoy
| Resultados                                            | Resultados      | Resultados      | Resultados      | Resultados      | Resultados      | Resultados    | Resultados    | Resultados    | Resultados    | Resultados    | Resultados    | Resultados    |
| Internacional                                         | Internacional   | Internacional   | Internacional   | Internacional   | Internacional   | Internacional | Internacional | Internacional | Internacional | Internacional | Internacional | Internacional |
| Evento/Temporada                                      | 1943– 1944      | 1944– 1945      | 1945– 1946      | 1946– 1947      | 1947– 1948      |               |               |               |               |               |               |               |
| ----------------------------------------------------- | --------------- | --------------- | --------------- | --------------- | --------------- | ------------- | ------------- | ------------- | ------------- | ------------- | ------------- | ------------- |
| Jogos Olímpicos                                       |                 |                 |                 |                 | Medalha de ouro |               |               |               |               |               |               |               |
| Campeonato Mundial                                    |                 |                 |                 | Medalha de ouro | Medalha de ouro |               |               |               |               |               |               |               |
| Campeonato Europeu                                    |                 |                 |                 | Medalha de ouro |                 |               |               |               |               |               |               |               |
| Nacional                                              |                 |                 |                 |                 |                 |               |               |               |               |               |               |               |
| Campeonato Belga                                      | Medalha de ouro | Medalha de ouro | Medalha de ouro | Medalha de ouro |                 |               |               |               |               |               |               |               |
|                                                       |                 |                 |                 |                 |                 |               |               |               |               |               |               |               |
| Legenda: Competição não foi disputada nesta temporada |                 |                 |                 |                 |                 |               |               |               |               |               |               |               |